# Иванов, Виктор Петрович (постановщик трюков)
Виктор Петрович Иванов (род. 17 января 1954, Москва) — советский каскадёр, постановщик трюков, связанных с огнём, автомобилями, конструкциями, огнестрельным оружием и т. д.

## Биография
С середины 1970-х годов начал серьёзно заниматься автомобильным спортом.

## Работы
Снялся более чем в двух сотнях российских фильмов, в том числе таких известных, как «Ищите женщину» Аллы Суриковой, «Такси-блюз» Павла Лунгина, «Шла собака по роялю» Владимира Грамматикова, «Визит к Минотавру» Эльдора Урузбаева, «По прозвищу Зверь» Александра Муратова, «Давай сделаем это по-быстрому» Сергея Бодрова и многих других.
С 1994 года работает в Голливуде. Среди знаковых работ — «Скорость-2» Яна де Бонта, «Солдат» Пола Андерсона, «Искусственный разум» Стивена Спилберга (последний продюсерский проект Стэнли Кубрика), «Превосходство Борна» и «Ультиматум Борна» Пола Гринграсса, «Придурки из Хаззарда» Джея Чандрашекхара.
В настоящее время продолжает работу как на Западе, так и в России. Среди известных в России фильмов: «Стритрейсеры» Олега Фесенко, «Параграф 78» Михаила Хлебородова, «Антикиллер Д.К: Любовь без памяти» Эльдара Салаватова, «Чёрная молния» Александра Войтинского и Дмитрия Киселёва, «Generation П» Виктора Гинзбурга, «Жесть» Дениса Нейманда, «СуперБобровы» Дмитрия Дьяченко, «Везучий случай» Романа Самгина, «Мифы» Александра Молочникова.
Из последних работ в качестве постановщика трюков: «Любовь-морковь», «Индиго», «Подарок», «Ёлки», «Ёлки 2», «Сталинград», «Ёлки 3», «Ёлки 1914», «А зори здесь тихие...», «Монах и бес», «Конверт», «Ёлки новые», «Домашний арест».

## Награды
Неоднократно получал награды за профессиональную деятельность, среди которых:
- Приз профсоюза актеров и каскадеров Голливуда «За лучшую работу каскадёра» в фильме «Ультиматум Борна»;[источник не указан 3254 дня]
- Приз всемирной академии каскадёров «Taurus» «За лучшую работу с автомобилями» в фильме «Превосходство Борна», 2005;
- Главный Приз Всемирного фестиваля каскадёров, г. Тулуза, Франция.[источник не указан 3254 дня]